# Brandenburgi versenyek

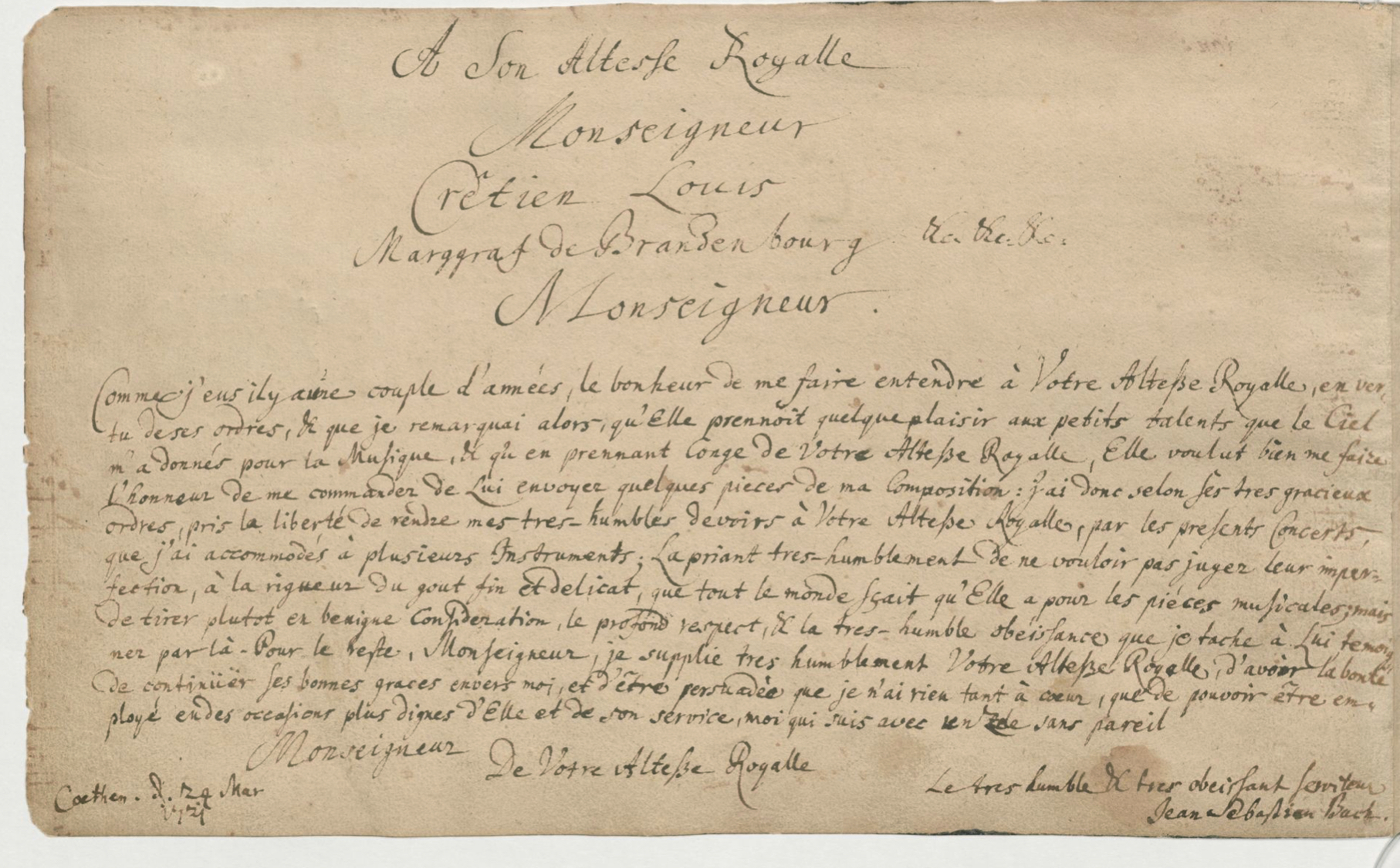
Francia dedikáció a brandenburgi őrgrófságnak

A hat Brandenburgi verseny (eredeti címe magyar fordításban: Versenyek különböző hangszerekre) (BWV 1046–1051) Johann Sebastian Bach egy igen ismert koncertsorozata, mely 6 darab versenyművet tartalmaz. A Brandenburg-Schwedt Christian Ludwig őrgrófnak szentelték 1721. március 24-én, francia dedikációval.

## „Abarokkzene mikrokozmosza”
A művet 1721-ben publikálta, bár valószínűleg korábban írta (kezdési dátumnak talán 1718-at lehet megnevezni). A művet Brandenburg tartomány akkori őrgrófjának, Keresztély Lajosnak ajánlotta. Célja az volt, hogy az „unalmas kis kisvárosi munka mellett” (Kapellmeister volt Köthenben…) találjon valami komoly pártfogót.
Ha lentebbi leírásokat megvizsgáljuk, láthatjuk, hogy egy igen változatos sorozattal állunk szemben: található benne ódivatú konzort-szerű hangzást adó zene, csak úgy mint az akkoriban igen nagy népszerűségnek örvendő versenymű és concerto grosso. A legnagyobb újítást az 5. Brandenburgi verseny tartalmazza: azzal, hogy Bach szólisztikus szereppel is felruházza a csembalót, megalkotja a zongoraverseny műfaját.

## Rejtélyek
Manapság többfajta előadásmód létezik (ez nem vonatkozik a 3., ill. 6. koncertre): van, amikor rendes vonós kar játszik, és van, amikor szólamonként egy ember ül. Valószínűleg Bach korában az utóbbi változat volt bevett, bár nem teljesen biztos. A legnagyobb érdekesség az egészben: akármelyik előadási módot választják, a zene nem veszít semmit értékéből.
Azt valószínűleg soha nem tudjuk meg, hogy a 3. versenymű második tétele igazából milyen volt: csupán két akkord maradt ránk. Feltételezhetjük azonban, hogy ezen akkordok előtt egy hosszabb, a koncertmester vagy a csembalista által előadott improvizáció (kadencia) helyezkedett el.
Egy másik nagy kérdés, hogy az 5. koncert miért csak egy hegedűszólamot tartalmaz. Az ok valószínűleg az lehet, hogy Bach Köthenben mint koncertmester működött, ezért az első hegedűt általában ő játszotta. Extrémebb állítások szerint a brácsaszekcióban helyezkedett el – ezt az állítást egy levél szövegéből következtetik mely szerint „szeretett a harmónia közepében ülni” – de mai tudásunk szerint ez 90%-ban kizárható. Mindenesetre mivel hiányzott a vonós szekcióból, így volt legegyszerűbb megoldani a hiányát.
Egyébként az 5. versenyt Bach valószínűleg akkor írta, amikor meghozták az új csembalóját Berlinből. Sőt, ebből még valószínűsíthetjük azt is, hogy Bach a maga korában igen nagy billentyűvirtuóz volt. Állítólag sok zeneszerző, mint például Mozart vagy Beethoven is ennek a műnek a hatására írták zongoraversenyeiket.

## A versenyművek

### I. F-dúr Brandenburgi verseny (BWV 1046)
- I. (Allegro)
- II. Adagio
- III. Allegro
- IV. Menuetto; Trio I (2 oboa és fagott); Polacca (hegedűk és brácsa); Trio II (2 kürt és 3 oboa)

Ehhez a koncerthez Bach két kürtöt, három oboát, koncertáló violino piccolót, vonósokat (2 hegedű, brácsa, cselló) és basso continuót (nagybőgő, csembaló) rendelt. Ez a darab valójában egy aprócska szvit, vagyis táncok sorozata. Egy korábbi változata a BWV 1046a számú Sinfonia.

### II. F-dúr Brandenburgi verseny (BWV 1047)
- I. (Allegro)
- II. Andante
- III. Allegro

Ez egy közönséges concerto grosso, igen érdekes hangszereléssel: a concertinóban trombita, furulya, oboa és hegedű helyezkednek el, míg a ripienót a fentebb ismertetett vonós, illetve (basso) continuó-kar alkotja. A trombitaszólam igen virtuóz, mai előadásához pikolótrombitát használnak.

### III. G-dúr Brandenburgi verseny (BWV 1048)
- I. (Allegro)
- II. Adagio – feltehetőleg. Lásd feljebb.
- III. Allegro

Ebben a koncertben Bach csak vonósokat használ. Három triócsoportot állít egymással szembe: Egy 3 hegedűből, egy 3 brácsából és 3 csellóból álló csoportot, melyet egy continuo (nagybőgő és csembaló) egészít ki.

### IV. G-dúr Brandenburgi verseny (BWV 1049)
- I. (Allegro)
- II. Andante
- III. Presto

Hármasverseny – hegedűre és két furulyára, melyet vonósok (2 hegedű, brácsa, cselló) és Basso continuo kísér. Az érdekesség, hogy a szólóhegedűt egyes helyeken a continuo helyettesíti, mellyel Bach felhozta a basszust a magas regiszterbe, közben viszont igen virtuóz hegedű-szólók is vannak, magyarán Bach a hegedűt igen sok oldalról bemutatta. A Presto tétel pedig egy teljesen Bachos fúga.

### V. D-dúr Brandenburgi verseny (BWV 1050)
- I. Allegro
- II. Affettuoso
- III. Allegro

A zenetörténelem első zongoraversenye (lásd feljebb) – vagy ha jobban tetszik: billentyűsversenye, mert Bach csembalóra írta. A koncertáló csembalót kiegészíti a szólószekcióban egy hegedű és egy harántfuvola (tehát valójában ez is egy hármasverseny lenne, de igazán kiemelkedő hegedű, vagy fuvolaszóló nincsen, míg a csembalónak egy 5 perces szólókadenciája is van), a tuttit csökkentett méretű vonós együttes (egy hegedűszólam a rendes kettővel szemben, brácsa, cselló) és Basso continuo alkotja.

### VI. B-dúr Brandenburgi verseny (BWV 1051)
- I. (Allegro)
- II. Adagio ma non tanto
- III. Allegro

Ez a mű teljesen a régi konzortzene hatását kelti bennünk, a „vezető” hangú hegedű nélkül a 2 trióból álló zenekar (első trió: 2 brácsa, cselló; második trió: 2 Viola da gamba, Basso continuo – ez igazából kvartett, mivel a continuo két hangszer (nagybőgő, csembaló)) igen sötét hangzást ad, mivel mindegyik hangszer inkább a mély hangúak közé sorolandó.